# Lars Onsager
Lars Onsager (Oslo, 27 de novembro de 1903 — Coral Gables, 5 de outubro de 1976) foi um físico-químico norueguês, naturalizado estadunidense.

## Biografia
Filho de Erling Onsager, advogado da Suprema Corte da Noruega, e de Ingrid Kirkeby. Casou-se em 1933 com Margarethe Arledter, filha de um fabricante de papel de Colônia, Alemanha.
Cursou a escola Frogner, em Oslo, graduando-se em 1920. Foi admitido na escola Técnica Superior da Noruega como estudante de engenharia química. Alguns professores, particularmente O. O. Collenberg e B. Holtsmark, ajudaram-no na formação do conhecimento básico e incentivaram seu aprofundamento teórico.
Depois de sua graduação em 1925, acompanhou Holtsmark em uma viagem para a Dinamarca, Alemanha e Suíça, permanecendo 2 meses em Zurique com Debye e Huckel, retornando depois para ficar durante quase 2 anos. Nesse período preparou a publicação dos resultados da sua teoria dos eletrólitos, ampliou seus conhecimentos de física e teve contato com vários físicos proeminentes.
Durante a primavera de 1928 foi para Baltimore, nos Estados Unidos, na função de professor associado de química da Universidade Johns Hopkins. A seguir foi contratado por C. A. Kraus para ser instrutor na Universidade Brown, lá permanecendo por 5 anos.
Durante esse tempo lecionou mecânica estatística, publicou as relações de reciprocidade e desenvolveu várias questões teóricas. Alguns dos seus resultados foram publicados na época com assistência de R.M. Fuoss, outros serviram de base para publicações posteriores.
Em 1933 recebeu a Sterling Fellowship na Universidade de Yale, onde permaneceu como Professor Assistente de 1934 a 1940; tornou-se Professor Associado entre 1940 e 1945 e Professor de Química Teórica entre 1945 e 1972, sendo que, em 1935, graduou-se em Química, em Yale, dissertando sobre as bases matemáticas para a interpretação dos desvios das leis de Ohm em eletrólitos fracos.
Entre 1951 e 1952 passou um ano de licença como bolsista da Fulbright, junto com David Schoenberg no laboratório de Mondde, em Cambridge, Inglaterra, um importante centro de pesquisa na física de baixas temperaturas.
Na primavera de 1961 serviu como professor visitante de física na Universidade da Califórnia em San Diego.
Durante sua licença sabática de 1967-1968, foi professor visitante na Universidade Rockefeller e do Instituto Gauss, de Göttingen.
Ao longo dos anos, os assuntos de seu interesse incluíram colóides, dielétricos, transições de estados de ordem e desordem, metais e teoria dos super-fluidos, de hidrodinâmica e fracionamento.
Em 1962, por sugestão de Manfred Eigen, juntou-se ao grupo interdisciplinar Neuroscience Associates, organizado por F. O. Schmitte em Cambridge, Massachusetts.

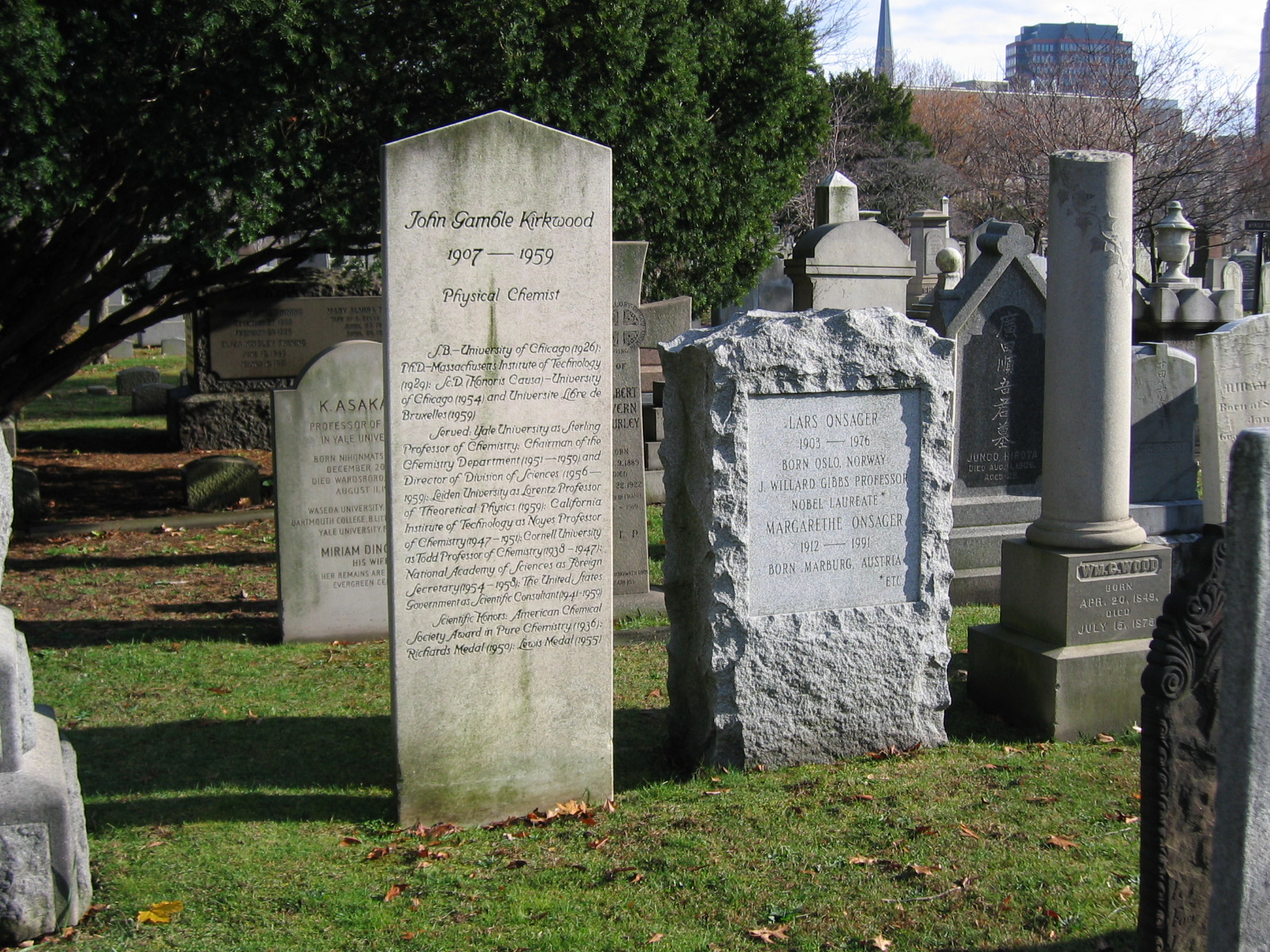
Sepultura de Lars Onsager ao lado de John Gamble Kirkwood no Grove Street Cemetery

## Distinções
Onsager recebeu numerosos prêmios e homenagens:
- 1953 - Prêmio Rumford da Academia de Artes e Ciências dos Estados Unidos
- 1954 - grau honorário de Doutor em Ciente da Universidade de Harvard
- 1958 - Medalha Lorentz da Academia Real Holandesa de Ciências
- 1960 - Doctor Technical da Norges Tekniske Høgskole
- 1966 - prêmio Belfer de Ciência da Universidade Yeshiva
- 1965 - prêmio Peter Debye em físico-química da American Chemical Society
- 1962 - Medalha Lewisl, secção da California
- 1962 - Medalha Kirkwood, secção de New Haven
- 1962 - Medalha Gibbs, secção de Chicago
- 1962 - Doutor Honorário em Ciência do Rensselaer Polytechnic Institute
- 1962 - Doutor Honorário em Ciência da Universidade de Brown
- 1964 - Medalha Richards, secção Northeastern
- 1969 - Medalha Nacional de Ciência
- 1969 - Membro Honorário da Bunsen Society de físico química
- 1962 - Doutor Honorário da Rheinisch-Westfahlische Technische Hochschule
- 1968 - Doutor Honorário da Universidade de Chicago
- 1969 - Doutor Honorário da Universidade do Estado de Ohio (Cleveland)
- 1970 - Doutor Honorário da Universidade de Cambridge
- 1970 - Professor do Instituto Lorentz de Leiden (Holanda)
- 1971 - Doutor Honorário da Universidade de Oxford

Foi membro de várias entidades científicas:
- The American Physical Society
- The New York Academy of Sciences
- The American Chemical Society
- The Connecticut Academy of Arts e Sciences
- The National Academy of Sciences
- The American Academy of Arts e Sciences
- The American Phylosofical Society
- The Royal Norwegian Academy of Sciences
- The Norwegian Academy of Technical Sciences
- The Royal Swedish Academy of Sciences
- The Royal Science Society in Uppsala
- The Norwegian Chemical Society

Recebeu o Nobel de Química de 1968, por contribuições fundamentais à termodinâmica de processos irreversíveis.